# Луиза Валпургис фон Золмс-Браунфелс
Луиза Валпургис/Валпурга фон Золмс-Браунфелс (на немски: Luise Walpurgis/Walpurga von Solms-Braunfels-Greifenstein; * 27 април 1639; † 2 август 1720) е графиня от Золмс-Браунфелс-Грайфенщайн и чрез женитба фрайин на Инхаузен-Книпхаузен (близо до днешния Вилхелмсхафен).
Тя е втората дъщеря на граф Вилхелм II фон Золмс-Браунфелс-Грайфенщайн (1609 – 1676) и първата му съпруга графиня Йоханета Сибила фон Золмс-Хоензолмс (1623 – 1651), дъщеря на граф Филип Райнхард I фон Золмс-Хоензолмс (1593 – 1636) и графиня Елизабет Филипина фон Вид-Рункел (1593 – 1635). Баща ѝ Вилхелм II се жени втори път на 24 април 1652 г. за графиня Ернестина София фон Хоенлое-Шилингсфюрст (1618 – 1701).
Луиза Валпургис фон Золмс-Браунфелс-Грайфенщайн умира на 81 години на 2 август 1720 г.

## Фамилия
Луиза Валпургис фон Золмс-Браунфелс се омъжва на 12 май 1639 г. в Грайфенщайн за фрайхер Додо Мориц фон Инхаузен-Книпхаузен (* 1626; † 3 септември 1703 в Енерих, Рункел) от източно-фризийската фамилия на вождовете Инхаузен и Книпхаузен, бездетен вдовец на графиня Юлиана Валпургис фон Лайнинген-Вестербург (* ок. 1630), син на фрайхер Филип Вилхелм фон Инхаузен и Книпхаузен (1591 – 1652) и Катарина фон Верзебе († 1631). Те нямат деца: